# Plectris aeneorufa
Plectris aeneorufa är en skalbaggsart som beskrevs av Moser 1918. Plectris aeneorufa ingår i släktet Plectris och familjen Melolonthidae. Inga underarter finns listade i Catalogue of Life.